# Château de Thoiry
Le château de Thoiry est un château de la Renaissance situé à Thoiry dans le département des Yvelines, à une cinquantaine de kilomètres à l'ouest de Paris.

## Historique

### Une erreur d'adversaire?
Moins de 50 ans après la construction du château, Raoul II de Moreau, petit fils du premier propriétaire de la bâtisse a entraîné la seule et unique vente du château de son histoire.
Le 1er mai 1612, il provoque en duel et tue Ann le Blanc du Raulet aux grilles du château. Condamné à mort pour ce meurtre, il s'exile à Rome. Ses biens saisis, le château de Thoiry a été confié par le roi à Guillaume Marescot.
Deux jours avant ce fameux duel, Raoul II Moreau a été prévenu que des ennemis de longue date étaient en approche. Le lendemain la servante de Raoul est venue l'avertir que ses ennemis avec huit ou dix chevaux le guettaient dans le bois tout proche du château. L'ironie de l'histoire veut que Moreau ne savait pas que c'était du Raulet qui arrivait, ce dernier étant un ami proche de la famille.

### Une même famille depuis quatre cents ans
Depuis son acquisition en 1612 par Guillaume Marescot, le château de Thoiry est resté depuis treize générations la propriété de la même famille, la transmission se faisant souvent par les femmes.

#### Angélique de Marescot
Figure notable du château, Angélique de Marescot anime la vie du domaine par sa forte personnalité.
Elle est d'abord mariée à son cousin Adrien, marquis de Baussan puis à François Renouard de Villayer qui est mort quatre ans plus tard. Enfin, elle épouse le marquis de Vatan.
En 1739, son fils Alexandre est soigné de la petite vérole. Trois de ses amis en profitent pour partager sa quarantaine médicale. Le soir chacun lisait le poème d'amour qu'il avait composé le jour pour la séduire. Ainsi, le greffier rédigea ce manuscrit intitulé : La Quarantaine du cœur et de l'esprit, chez la veuve Bontemps, rue des Plaisirs, place des Agréments, à Libertopolis, à l'enseigne de la Fine Volupté'.
À la mort de son fils, elle élève sa petite fille Angélique de Baussan.

#### Angélique de Baussan

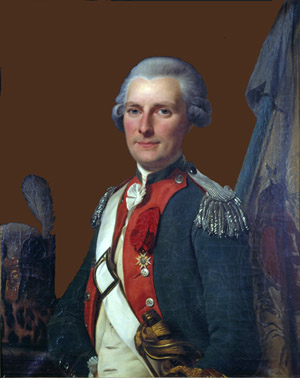
Portrait de Charles de Machault d'Arnouville par Alexandre Roslin, château de Thoiry.

En septembre 1773, trois mois après leur mariage, Charles doit quitter Angélique pour retrouver ses troupes, puisqu'il est dans le régiment de Languedoc-Dragons (il sera colonel en 1780).
Pendant ces années où Charles est éloigné d'Angélique régulièrement, ils s'écrivent 1 500 lettres d’amour, 6 000 pages au total. Ces pages conservées dans les archives de Thoiry sont une mine d'or où l'on trouve les petits détails de la vie quotidienne.

#### Henriette de Machault
Leur héritière, Henriette de Machault d'Arnouville (1808-1864), marquise de Vogüé par son mariage en 1826 avec Léonce de Vogüé, fait moderniser le château vers 1840 : la façade sur jardin est rhabillée de pierre, la cour et l'avant-cour sont supprimées, le jardin est mis au goût du jour par Louis-Sulpice Varé.

#### Jean-Baptiste de Machault d’Arnouville
C'est au XVIIIe siècle que le ministre de Louis XV s'installe au Château de Thoiry. Excellent ministre, il se voit pourtant renvoyé par le roi de France lui-même. Sa tentative d'imposer l'impôt à tous, même au clergé, le fera détester par ce dernier. Sa deuxième erreur fût sa tentative de faire renvoyer Madame de Pompadour, la favorite du Roi. Le clergé et la favorite royale à dos, Louis XV sera dans l'obligation de renvoyer son ministre, pourtant estimé. Le château conserve une précieuse lettre de Louis XV à Jean-Baptiste, lui exprimant ses regrets et toute son amitié.
Un tableau de Nicolas-Marie Ozanne, Départ de la flotte française de Toulon pour l'expédition de Port-Mahon le 10 avril 1756, probablement offert par Louis XV au maréchal-duc de Richelieu puis par celui-ci à Machault d'Arnouville, garde des Sceaux, provenant du château, figure à la vente aux enchères publiques de « La collection d'un grand amateur français » (en 1991 à la galerie Maurice Segoura, puis vente anonyme à Paris en 1995) par Sotheby's à Londres le 7 décembre 2000 (reproduction couleur sous le n°45 du catalogue).

### La Révolution Française
À l'aube de la Révolution française, Angélique de Baussan, Charles de Machault et leurs enfants se trouvent à Paris. Ils quittent la capitale au lendemain de la prise de la Bastille pour se réfugier à Thoiry.
La famille a été dénoncée en décembre 1793 par l'instituteur au bataillon de Montfort auprès du comité de surveillance de la ville. Il aurait dit que le gendre et le beau-frère de Charles avaient émigré à l'étranger, ce qui représentait une faute passible d'emprisonnement. Ils ont donc été arrêtés le 20 mai 1794. Condamnés à la guillotine, ils ont été sauvés in extremis de la mort. C'est à la suite de la chute de Robespierre que les exécutions à la chaîne ont cessé. Ils ont été libérés le 25 octobre 1794.

### La Première Guerre mondiale
Eugène, comte de La Panouse, son épouse et Marie Hélène Béjot avaient fait un vœu au début de la Première Guerre mondiale : si les Allemands avaient été arrêtés avant Thoiry, ils consacreraient la chapelle au Sacré-Cœur. Revenu épuisé de la guerre, Eugène meurt en 1919 de la grippe espagnole. Sa veuve réalisa son vœu.

### La Seconde Guerre mondiale
Durant la Seconde Guerre mondiale, Thoiry a souvent été choisi par l'armée allemande comme lieu de repos pour ses troupes. Le maire de l'époque a dû désigner les maisons susceptibles d'accueillir des soldats allemands mais le château a lui aussi été occupé et en a subi les dégradations.
En 1940, on annonça à la comtesse de La Panouse que son fils, le lieutenant Antoine de La Panouse, avait évité à son régiment d'être encerclé en Belgique mais qu'il avait été blessé trois fois et laissé pour mort. Sauvé par un chirurgien allemand, Antoine fut rapatrié.

### Le parc zoologique
Le château est ouvert au public depuis 1965 par le comte Antoine de La Panouse qui a créé, dans une partie du parc, un zoo parc animalier portant le nom du château. Le domaine boisé qui l'entoure couvre 380 hectares dont 130 sont occupés par le parc animalier.
En 1966, le château sert de décor à quelques scènes du film Paris brûle-t-il ? de René Clément.

## Protection
Le château est inscrit à l'inventaire supplémentaire des monuments historiques par l'arrêté du 19 janvier 1973, complété par les arrêtés du 12 décembre 2014 puis du 14 octobre 2022. Un arrêté de classement du 28 novembre 2024 se substitue à ces arrêtés d'inscription. 

## La visite
Ce château a traversé les siècles et les événements, il a conservé de ce fait son mobilier de différentes époques et d'importantes archives historiques. La totalité du château ne se visite pas, seules quelques salles du rez-de-chaussée sont ouvertes au public.

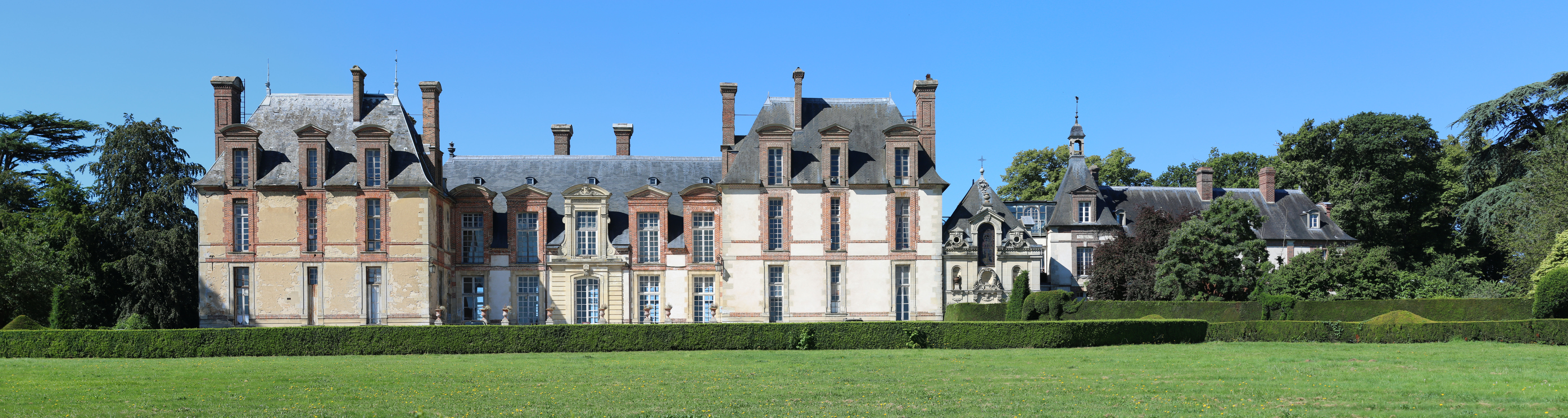
Vue de la façade principale.

### Escalier d'honneur
La pièce abritant l'escalier d'honneur est ornée de quatre tapisseries des Gobelins de la série les amours des dieux, aux armes du poète Guillaume Budé : Vénus au bain, Diane de retour de la chasse, le mythe de Narcisse et L'enlèvement d'Europe. Dans l'entrée figurent plusieurs portraits, dont l'un représente Marie-Hélène Béjot, comtesse de La Panouse.

### Salon du matin
Ce salon conserve une collection d'assiettes en porcelaine. Le mobilier se compose notamment de plusieurs fauteuils du XVIIIe siècle, l'un de style Régence, l'autre de style Louis XV, un dernier de style Louis XVI.

### Chapelle
La chapelle est dédiée au Sacré-Cœur après la Première Guerre mondiale. Les vitraux représentent entre autres deux anges portant les armes de Raoul et des Motet de La Panouse (en référence à leur participation à la croisade de 1248). Une Vierge à l'enfant en céramique réalisée par Della Robbia orne l'intérieur. L'autel en chêne date quant à lui de 1754.

### Musée des archives
La salle des archives du château de Thoiry conserve plusieurs dizaines de milliers de documents dont seuls quelques-uns sont visibles. Parmi ceux-ci, plusieurs lettres (signées Jean-Jacques Rousseau, Châteaubriand, Rodin, Lamartine, Eugène Sue, George Sand, etc.), arbres généalogiques, photographies, objets divers, médailles et documents officiels.

### Salon de la tapisserie
Ce salon doit son nom à la tapisserie des Gobelins dont il est orné : elle fut offerte à Jean-Baptiste de Machault d'Arnouville par Louis XV. Le salon possède plusieurs portraits : l'un représente le chancelier de Ponchartrain, l'autre Jean-Baptiste de Machault d'Arnouville. Le salon est également meublé de deux bustes du XVIIe siècle réalisés par Raon et d'un lustre hollandais du XVIIe siècle.

### Salon vert
Le salon possède une cheminée monumentale du XIXe siècle, copie de la cheminée Renaissance de l'hôtel Vogüé de Dijon. Le mobilier se compose notamment d'une série de fauteuils, canapé et bergères réalisés par de Beauve (restaurés à la feuille d'or et dont les garnitures furent retissées à l'identique), d'une commode en marqueterie hollandaise du XVIIe siècle, d'une petite table du XVIIe siècle en marqueterie fine soutenue par quatre cariatides en bois doré et d'un lit de chien du XVIIe siècle. La pièce conserve également une tapisserie représentant Henri IV chassant le lion et une collection de portraits (œuvres de l'école de François Boucher, portrait de jeune fille par Nicolas de Largillierre, portrait de Galéas de Marescotti, portrait du roi Louis XV enfant par l'atelier de Hyacinthe Rigaud, portrait de Monsieur le duc d'Orléans représentant le frère de Louis XIV).

### Grand vestibule
Le grand vestibule, couvert de boiseries, est meublé d'une commode en marqueterie de style Boulle et d'une glace d'époque Régence, entourée de deux bustes romains. Le reste du mobilier se compose du fauteuil de voiture de Charles de Machault d'Arnouville et d'une cassone, coffre de mariage datant de 1450, ramené d'Italie par les Marescoti et restauré en 2007. Le vestibule est orné de plusieurs portraits dont deux pastels représentant Jean-Baptiste de Machault d'Arnouville et sa femme Geneviève Rouillé, d'un portrait de gentilhomme par Nicolas de Largillierre et d'un portrait d'Alexandre Millon par Hyacinthe Rigaud.

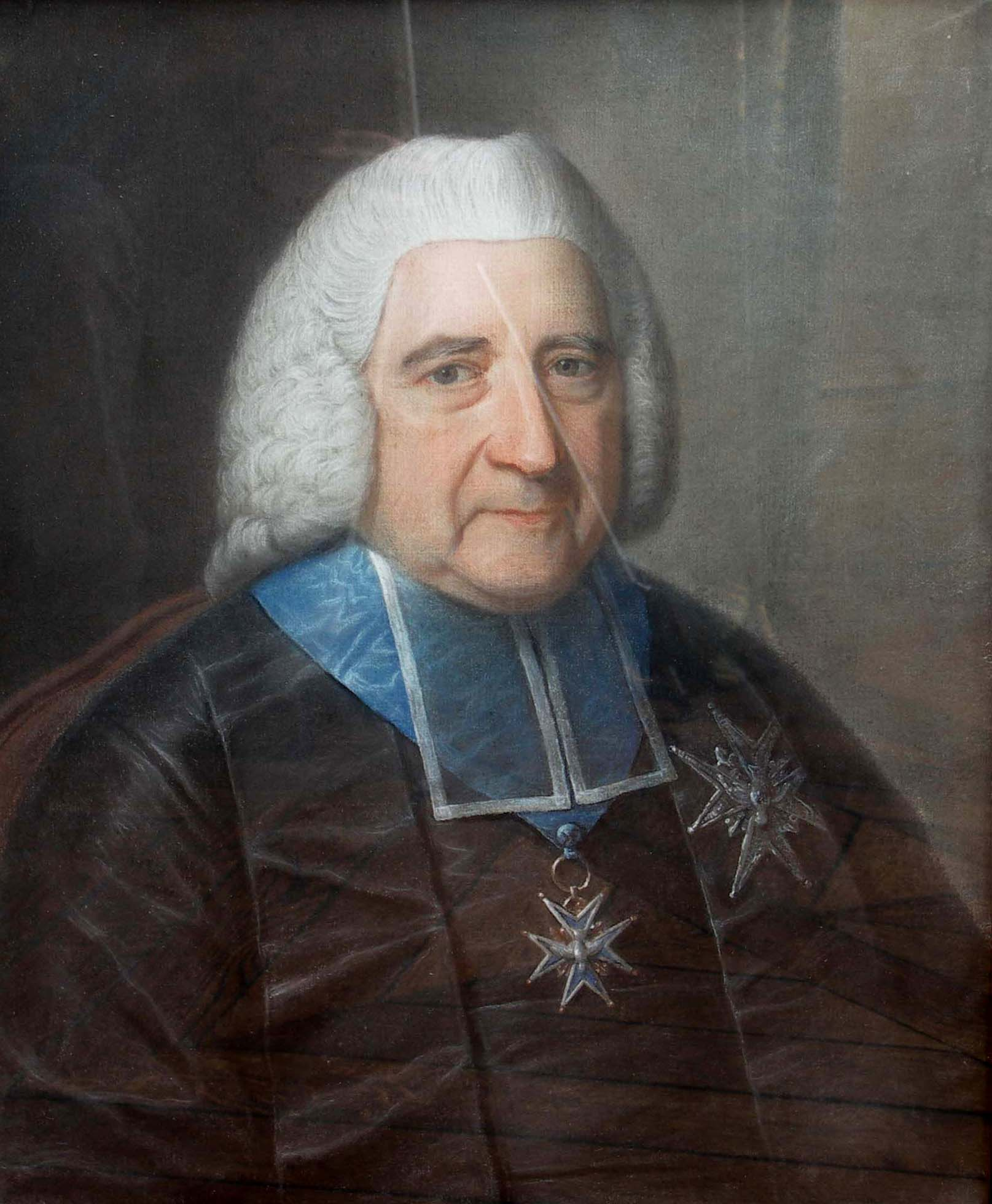
Portrait de Jean-Baptiste de Machault d'Arnouville, château de Thoiry.

### Bibliothèque et salon de musique

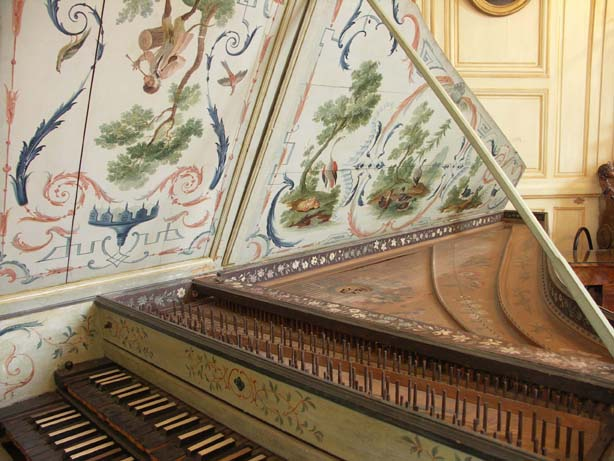
Détail du clavecin de Blanchet peint par Christophe Huet.

Les bibliothèques sont surmontées sur leurs corniches de vases Imari du Japon ; elles conservent une collection d'ouvrages anciens.
Le salon de musique ou "salon blanc" est meublé de deux bergères réalisées par Boulard, d'un bureau en marqueterie fine et au-dessus à rouleau signé Lardin, d'une table de Pierre Migeon, de canapés et fauteuils dus à Gourdin Père, tendus de tapisseries d'Aubusson illustrant les fables de La Fontaine, de fauteuils réalisés par Pissard et Jean, de rafraîchissoirs de Chine offert par Louis XV, et d'un clavecin réalisé par François-Étienne Blanchet et peint en 1750, près de quarante ans après sa réalisation, de grotesques et de singes musiciens par Christophe Huet, peintre animalier du roi. C'est l'un des derniers clavecins au monde à avoir gardé son mécanisme d'origine. La cheminée en marbre ornée de plaques possède des chenets en bronze doré représentant des sujets chinois. La glace qui la surmonte avec sa boiserie est dorée à la feuille d'or. Les murs sont ornés d'une riche collection de portraits, dont un pastel représentant les trois fils de Machault d'Arnouville, réalisé par Bondé (les mains et les visages sont attribués à la Tour), un portrait d'Angélique de Marescot en religieuse, pastel de Maurice-Quentin de La Tour et un autre portrait représentant Angélique de Marescot en Vénus.

### Chambre d'Angélique
Cette chambre d'Angélique doit son nom aux différentes femmes portant le prénom d'Angélique qui furent propriétaires du château : Angélique de Baussan, Angélique de Marescot, Angélique de Vogüé et Angélique d'Apougny. Le mobilier de la chambre se compose notamment d'une liseuse de Pierre Migeon, d'une commode de style Régence et d'une autre de Turcot, d'encoignures, banquettes et chauffeuses de Beauve, d'un lit à baldaquin et une commode décorée de bronze réalisée par Cressent. Les murs sont ornés de plusieurs portraits : un portrait représentant Angélique de Marescot jeune, un portrait représentant Angélique de Vogüé, un portrait d'Angélique d'Apougny et un autre de Michel de Marescot par Nicolas de Largillierre, un portrait d'Angélique de Baussan et un portrait de Charles de Machault, par Alexandre Roslin.

### Boudoir chinois
Le boudoir chinois conserve une coiffeuse du XVIIIe siècle, un crachoir et un fauteuil canné dissimulant une chaise percée. Les soieries peintes du boudoir ont été importées d'Asie au XVIIe siècle.

## Jardins

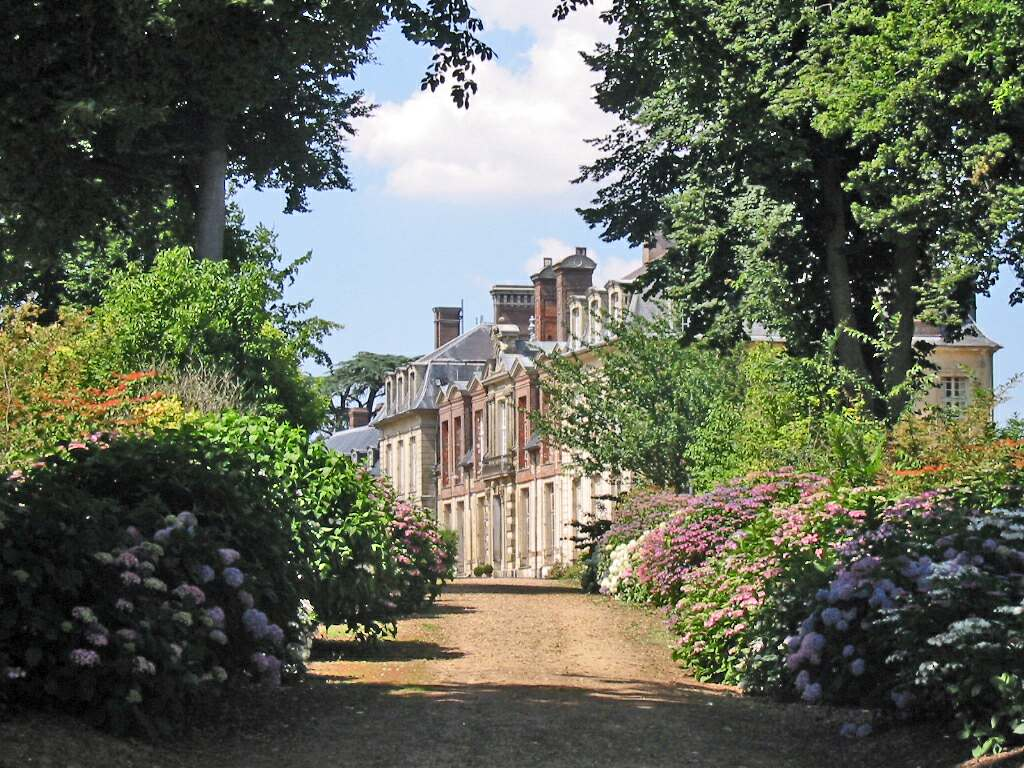
Jardin du château.

Les jardins de 450 ha sont classés et inscrits à l’inventaire des monuments historiques et ils bénéficient du label jardin remarquable. Rêves de paradis terrestres, ils témoignent de la vision idéale de la nature des époques successives où ils furent créés.

### Jardin à la française
En 1715, dans le jardin à la française, Claude Desgot, petit neveu et successeur de Le Nôtre, a créé une illusion d'optique exceptionnelle. Le promeneur qui descend l'allée centrale a l'impression que la perspective s'éloigne et fait reculer l'horizon.

### Jardin à l'anglaise
Créé de 1827 à 1850, le parc à l'anglaise illustre une nature romantique plus naturelle que nature. L'influence asiatique se ressent par la multitude d'espèces exotiques. Le château est alors noyé par des bosquets et arbustes en tout genre. Au XXIe siècle, les jardins occupent 95 hectares du domaine. La comtesse et le comte de La Panouse les ont restaurés dans la perspective originelle engloutie par l'extension des jardins à l'anglaise.
En 1852, le paysagiste Louis-Sulpice Varé avait planté la ceinture de cèdres et de séquoias, dont deux atteignent 40 m de haut. Annabelle, épouse de Paul de La Panouse et le paysagiste Alain Richert ont composé devant ce décor vert sombre une symphonie de couleurs flamboyantes à l'automne. Des magnolias, des cerisiers, hortensias et d'autres espèces multiplient la période de floraison.

## Cinéma et télévision
Le château a servi de lieu de tournage pour plusieurs films et téléfilms, notamment :
- 1966 : « Paris brûle-t-il ? » de  René Clément ;
- 1988 : « Itinéraire d'un enfant gâté » de Claude Lelouch ;
- 1988 : « Un château au soleil», série télévisée  de Robert Mazoyer ;
- 2014 : « Joséphine, ange gardien », série télévisée, de Stéphan Kopecky (saison 15, épisode 4 Tous au Zoo) ;
- 2015 : « Dix pour cent », série télévisée de Lola Doillon (saison 1, épisode 5 Julie et Joey) ;
- 2023 : une partie de l'épisode 4 de la partie 3 de la série Lupin est censée s'y dérouler ; c'est en réalité le château de Courances que l'on aperçoit à l'écran.

## Clip vidéo
- 2019 : « Ghenda - Rendez-nous l'argent (Clip officiel) ft. Dabs, Bolémvn » disponible sur YouTube